# Neoseiulus makuwa
Neoseiulus makuwa är en spindeldjursart som först beskrevs av Ehara 1972.  Neoseiulus makuwa ingår i släktet Neoseiulus och familjen Phytoseiidae. Inga underarter finns listade i Catalogue of Life.